# The Prison
Pour les articles homonymes, voir The Prison (homonymie).
Pour plus de détails, voir Fiche technique et Distribution.
The Prison (hangeul : 프리즌 ; RR : Peurizeun,  littéralement « Prison ») est un film d'action policière sud-coréen écrit et réalisé par Na Hyun, sorti en 2017.
Il connait un succès en Corée du Sud où il totalise presque trois millions d'entrées dans le box-office de 2017.

## Synopsis
Un ancien policier nommé Song Yoo-gun (Kim Rae-won) se fait incarcérer dans une prison en tant que détenu pour rencontrer un prisonnier connu sous le nom du « Roi » afin qu'il lui révèle la vérité sur la mort de son jeune frère.

## Fiche technique
- Titre original : 프리즌
- Titres international et français : The Prison
- Réalisation et scénario : Na Hyun
- Photographie : Hong Jae-sik
- Montage : Kim Chang-joo
- Musique : Bang Jeon-seok
- Production : Choi Ji-yoon
- Société de production : Curo Holdings
- Société de distribution : Showbox
- Pays d’origine :  Corée du Sud
- Langue originale : coréen
- Format : couleur
- Genre : action policière
- Durée : 125 minutes
- Date de sortie :
  - Corée du Sud : 23 mars 2017

## Distribution
- Han Suk-kyu : Jung Ik-ho
- Kim Rae-won : Song Yoo-gun
- Jung Woong-in : le directeur Kang
- Jo Jae-yoon (en) : Hong-pyo
- Kim Sung-kyun (en) : Dr Kim
- Shin Sung-rok : Chang-gil
- Lee Geung-young : Directeur-général Bae
- Han Sung-Yong : Gye-shik
- Han Joo-wan (en)
- Cha Yup : Baek-jung
- Choi Sung-won
- Song Kyung-chul : Mr. Yang
- Kwak Min-ho : Hak-gyu
- Park Jin-woo : le professeur Oh
- Jun Bae-soo
- Lee Chang-hee : l’agent de contrôle 1
- Na Kwang-hoon
- Yeon Song-ha
- Kim Kwang-hyun
- Seo Ho-chul
- Yoo Jung-ho : Seo Ki-tae
- Hyun Bong-shik : Agupae
- Kim Seung-hoon
- Park Jong-soo
- Byun Jung-hyun
- Lee Yong-jik
- Yun Byung-hee
- Bae Myung-jin
- Kang Shin-il

### Production
Le film marque les débuts comme réalisateur de Na Hyun, un scénariste vétéran de l'industrie cinématographique coréenne.
Selon sa société de distribution Showbox, The Prison est vendu dans 62 pays différents. Après la présentation du film à l'American Film Market (en), il est acheté par Well Go USA pour l'Amérique du Nord, JBG Pictures pour l'Australie, la Nouvelle-Zélande et le Royaume-Uni, Lemon Tree pour la Chine, Viva Communication pour les Philippines et Movie Cloud pour Taïwan. Showbox organise une projection de présentation le 11 février 2017 au marché du film européen de la Berlinale,,.
Les premiers préparatifs à la réalisation du film ont lieu le 27 janvier 2016[réf. nécessaire]. Le tournage commence le 14 février et se termine le 22 mai 2016[réf. nécessaire].

## Accueil
The Prison est sélectionné à la compétition du Festival international du film fantastique de Bruxelles, ayant lieu du 4 au 16 avril 2017, et au Festival du film d'Extrême-Orient, du 21 au 29 avril 2017 à Udine en Italie.